# Aleksiej Kostrikin
Aleksiej Iwanowicz Kostrikin, ros. Алексей Иванович Кострикин (ur. 12 lutego 1929, zm. 22 września 2000 w Moskwie) – rosyjski matematyk specjalizujący się w geometrii algebraicznej.

## Życiorys
W 1952 ukończył studia na Wydziale Mechaniki i Matematyki Uniwersytetu Moskiewskiego.
W 1959 roku Kostrikinowi udało się osiągnąć ważne wyniki badając problem Burnside’a, po czym rok później, w 1960, uzyskał tytuł doktora nauk. Od 1963 roku pracował na wydziale swojej Alma Mater, a w 1976 otrzymał tytuł profesora.

## Nagrody
Kostrikin został uhonorowany Nagrodą Państwową ZSRR w 1968 roku za swoją pracę nad skończonymi grupami i algebrami Liego. Został wybrany honorowym członkiem Rosyjskiej Akademii Nauk w 1976 roku. Dwa lata przed śmiercią, w 1998 roku, otrzymał tytuł Profesora Honorowego Uniwersytetu Moskiewskiego. Pochowany na Cmentarzu Nowodziewiczym w Moskwie.

## Publikacje
Aleksiej Kostrikin opublikował wiele artykułów naukowych, książek i podręczników. Jest autorem trzytomowego Wstępu do algebry, przetłumaczonego na wiele języków, m.in. na polski.